# Wyspa Massona
Wyspa Massona (ang. Masson Island) – pokryta lodem antarktyczna wyspa długości 17 mi (27 km) leżąca całkowicie w obszarze Lodowca Szelfowego Shackletona. Odkryta w lutym 1912 roku przez Australian Antarctic Expedition, nazwana imieniem profesora Davida Orme Massona z Melbourne.